# Hololepta lamina
Hololepta lamina är en skalbaggsart som beskrevs av Gustaf von Paykull 1811. Hololepta lamina ingår i släktet Hololepta och familjen stumpbaggar. Inga underarter finns listade i Catalogue of Life.